# Савруровые
Савру́ровые, или Сауруровые, или Зауруровые (лат. Saururaceae) — семейство травянистых цветковых растений порядка Перечноцветные (Piperales), распространённых в Восточной и Южной Азии, а также в Северной Америке.
Таксономическая система APG III 2009 года (без изменений по сравнению с системами APG II 2003 года и APG I 1998 года), также признаёт это семейство, причисляя его к порядку Перечноцветные в кладе магнолиды.

## Описание
Многолетние корневищные травы. Стебель с проводящими пучками расположенными кольцевидно. Листья простые, цельные, черешковые, очередные.
Цветки обоеполые, без околоцветника; собраны в колосовидные или кистевидные соцветия. Тычинки с продольно вскрывающимися пыльниками. Завязь одногнёздная.

## Роды и виды

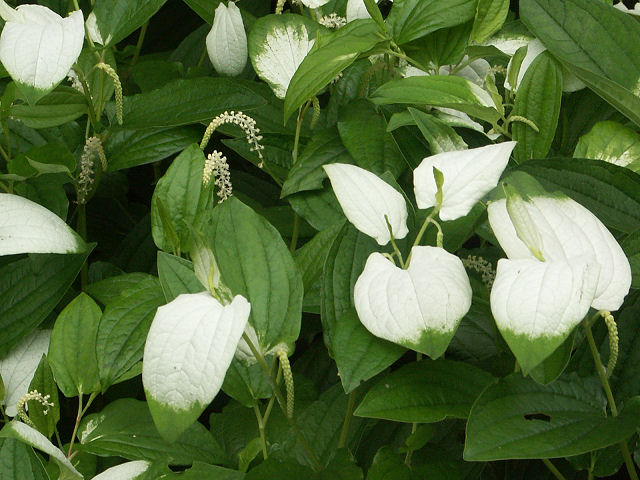
Саврурус китайский

По информации базы данных The Plant List (на июль 2016) семейство включает 4 рода и 6 видов:
- Anemopsis Hook. & Arn. — Анемопсис
  - Anemopsis californica (Nutt.) Hook. & Arn. — Северная Америка
- Gymnotheca Decne. — Гимнотека
  - Gymnotheca chinensis Decne. — Азия
  - Gymnotheca involucrata C.Pei — Азия
- Houttuynia Thunb. — Хауттюйния, или Гуттуиния
  - Houttuynia cordata Thunb. — Хауттюйния сердцевидная — Азия
- Saururus L. — Саврурус, или Саурурус, или Заурурус
  - Saururus cernuus L. — Саврурус поникший — Северная Америка
  - Saururus chinensis (Lour.) Baill. — Саврурус китайский — Азия